# Куценко Микола Олегович
Мико́ла Оле́гович Куце́нко (1992—2014) — лейтенант Збройних сил України, учасник російсько-української війни.

## Життєпис
Народився 1992 року в місті Миргород. 2009 року закінчив миргородську школу № 7, 2013-го — Академію сухопутних військ імені гетьмана Петра Сагайдачного. Проходив військову службу в Чернігівській області.
Командир взводу 1-ї окремої танкової бригади. 27 липня 2014 року загинув, рятуючи екіпаж танка, що потрапив під обстріл озброєних сепаратистів біля міста Лутугине.
Без єдиного сина лишились батьки.

## Нагороди та вшанування
- 8 вересня 2014 року — за особисту мужність і героїзм, виявлені у захисті державного суверенітету та територіальної цілісності України, вірність військовій присязі під час російсько-української війни, відзначений — нагороджений орденом «За мужність» III ступеня (посмертно).
- нагрудним знаком «За оборону Луганського аеропорту» (посмертно)
- Почесний громадянин міста Миргорода (посмертно; 17.3.2017)